# 박은진 (배구 선수)
박은진(1999년 12월 15일 ~ )은 대한민국의 배구 선수로 포지션은 미들 블로커이다. 현재 V-리그의 정관장 레드스파크스 소속으로 뛰고 있다.
도로공사로 트레이드 되었으나 2024시즌 계약 만료로 자유계약 선수로 전환되었다.

## 클럽 경력
진주시 선명여자고등학교 출신으로 2018-19 신인 드래프트에서 인삼공사의 1라운드 전체 2순위 지명을 받고 입단한다.

## 수상 경력

### 단체 수상

#### 국가대표팀
- 대한민국 여자 배구 국가대표팀 (2018-)
  - 아시안 게임
    -  3위 (1회) : 2018

  - 아시아 선수권
    -  3위 (1회) : 2019